# Monolitos
Monolitos (gr. Μονόλιθος) – miejscowość w Grecji, na wyspie Rodos, w administracji zdecentralizowanej Wyspy Egejskie, w regionie Wyspy Egejskie Południowe, w jednostce regionalnej Rodos, w gminie Rodos. W 2011 roku liczyła 181 mieszkańców.
Jest położona 10 km od Apolakii i 70 km od stolicy wyspy Rodos, u podnóża góry Akramytis, wznoszącą się na 825 m n.p.m.
Nazwa miejscowości oznacza po grecku "samotna skała".
Nad brzegiem morza, na wysokiej, samotnej skale znajdują się niezwykle malowniczo położone ruiny zbudowanego w 1476 r. zamku joannitów. Budowa umocnień została zainicjowana przez Pierre d’Aubusson'a, Wielkiego Mistrza Zakonu Joannitów. Ruiny są udostępnione do zwiedzania.
W pobliżu miejscowości znajdują się dwie plaże: Glyfada i Fourni.

## Galeria

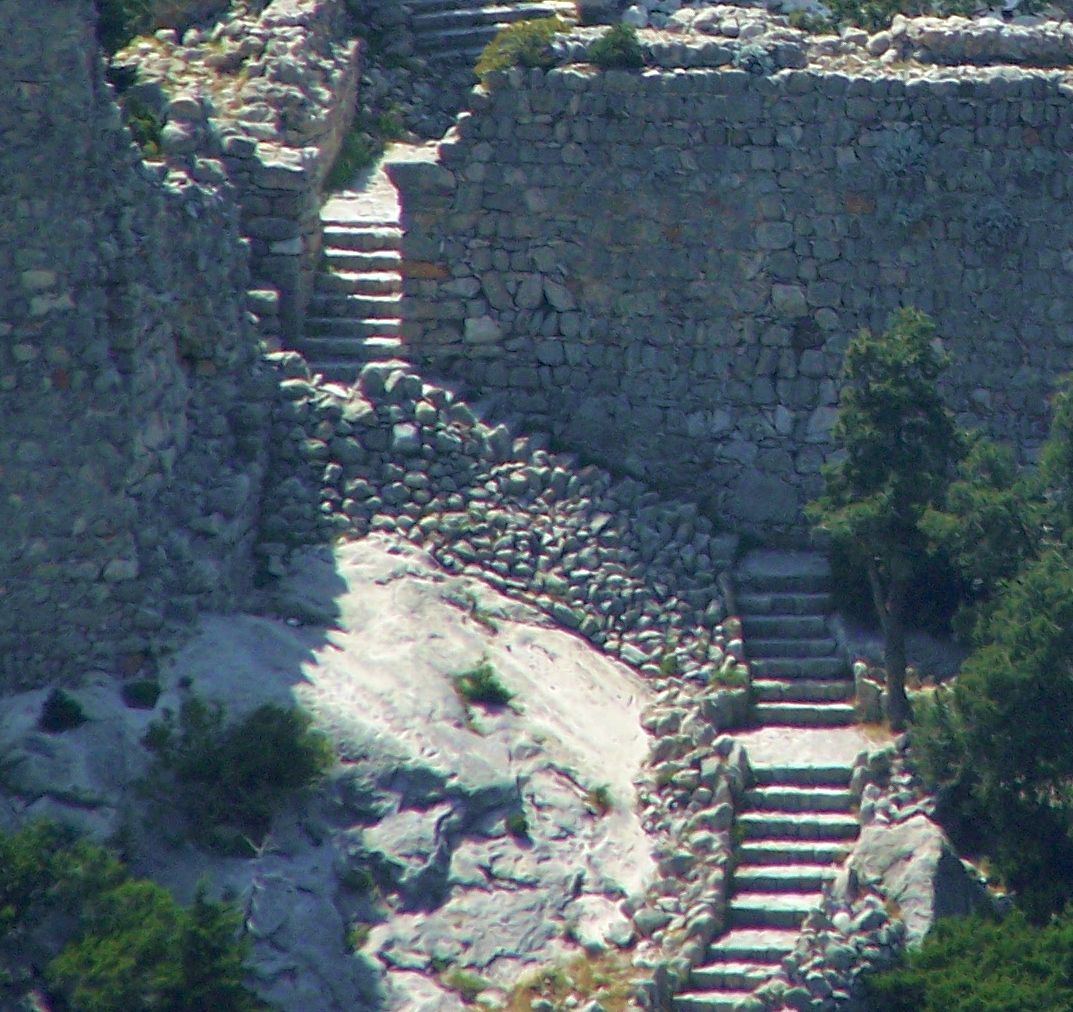
Schody prowadzące na zamek
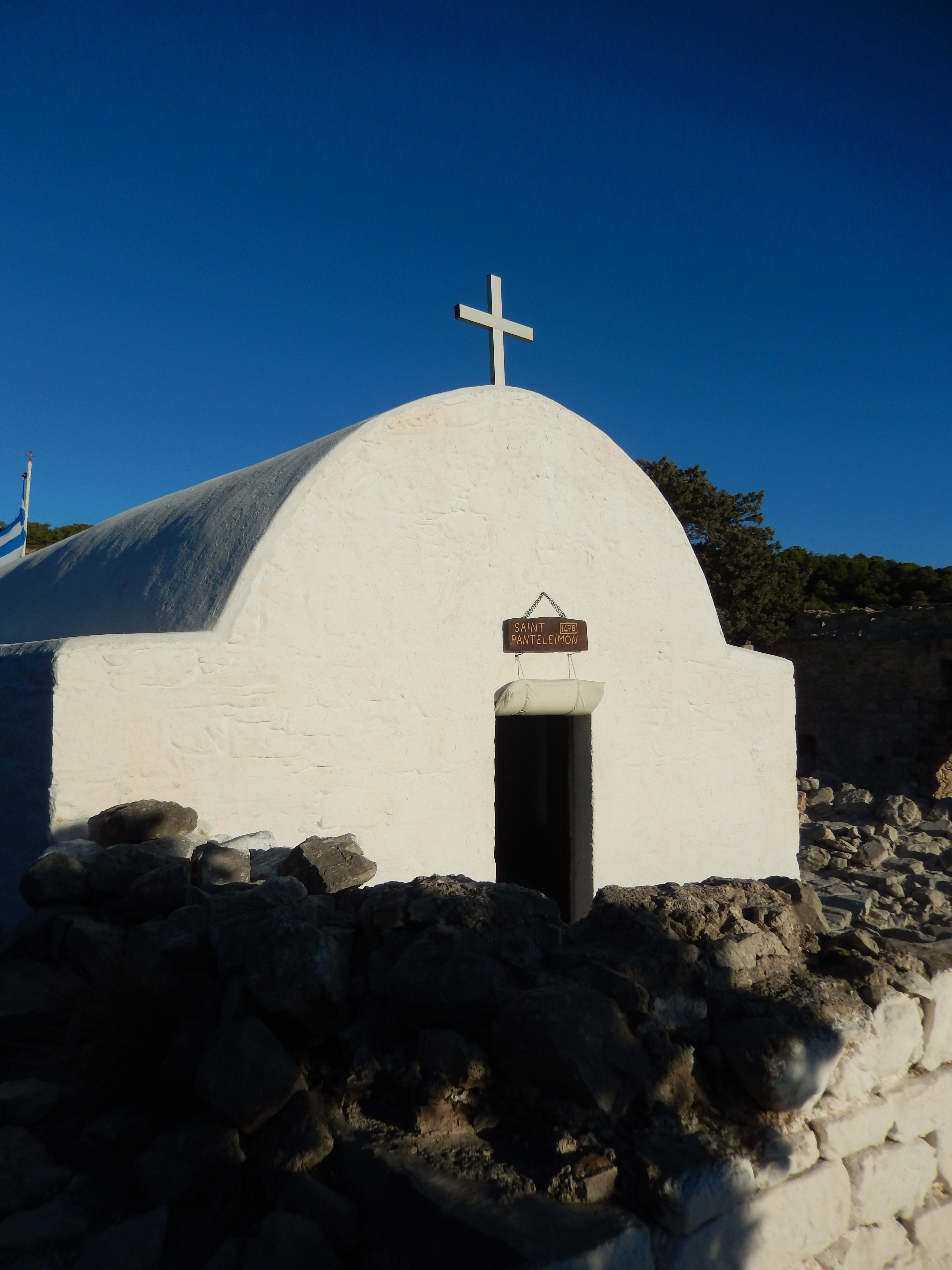
Świątynia na terenie zamku
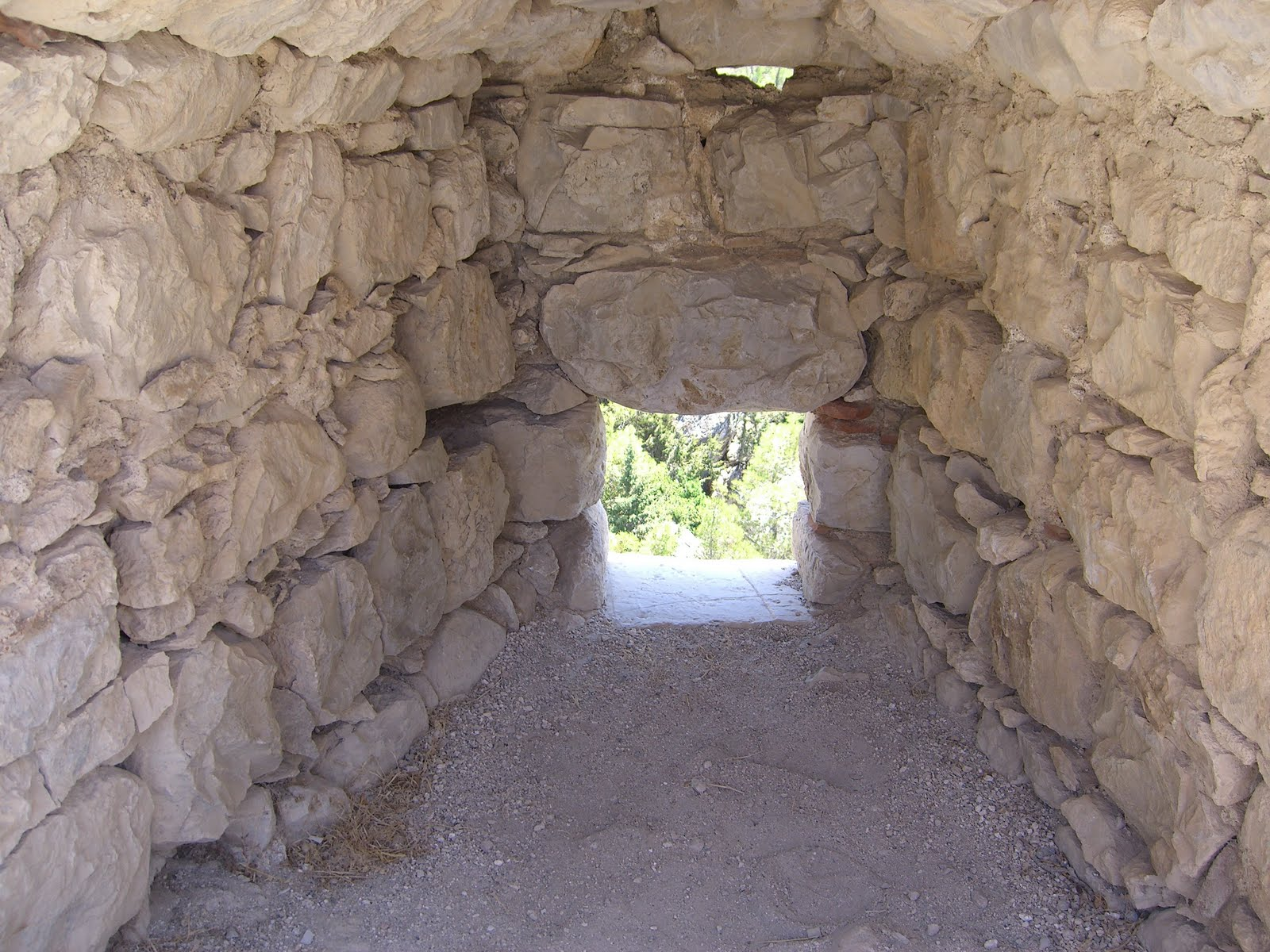
Fragmenty zabudowań na terenie zamku
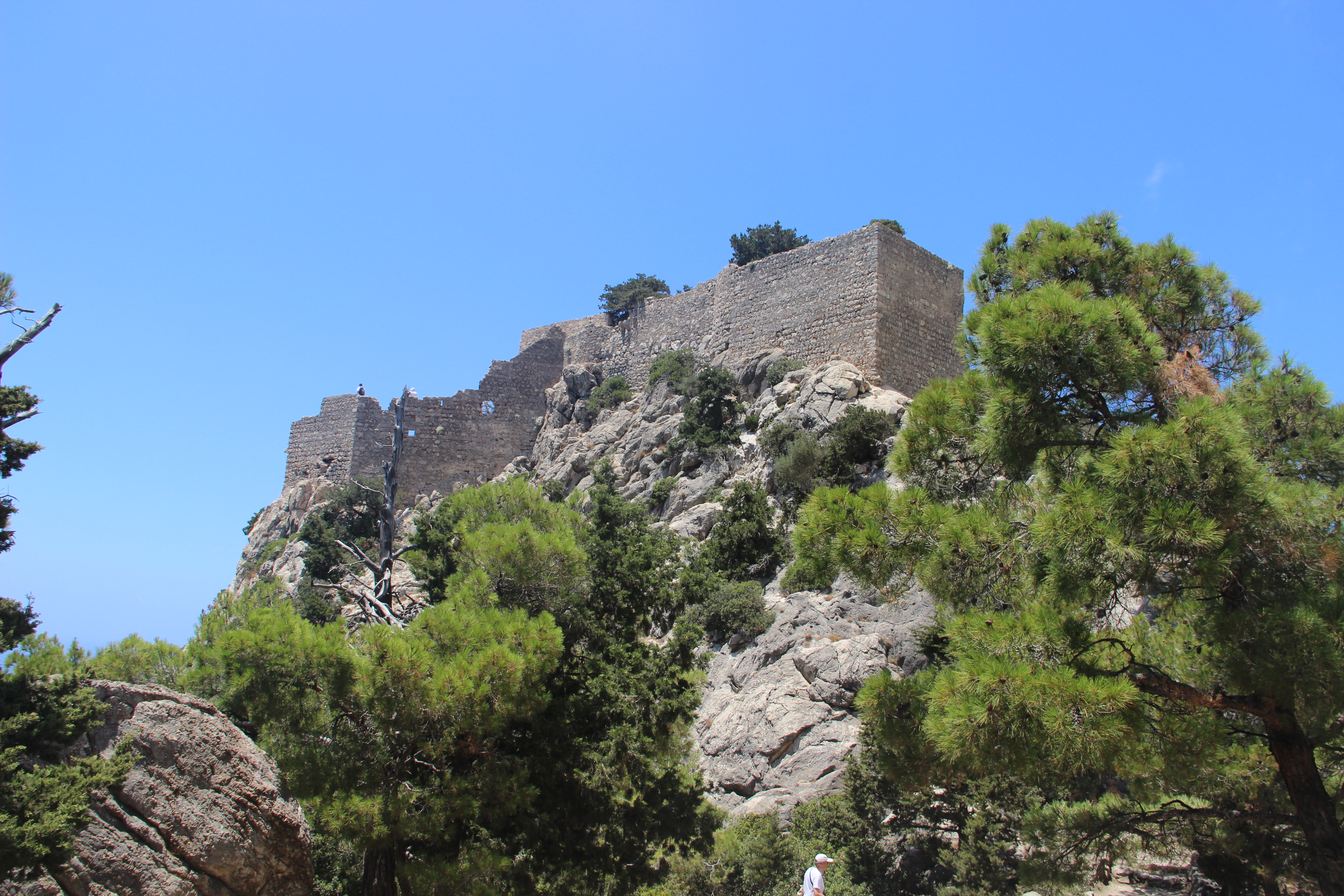
Mury zamku Monolitos
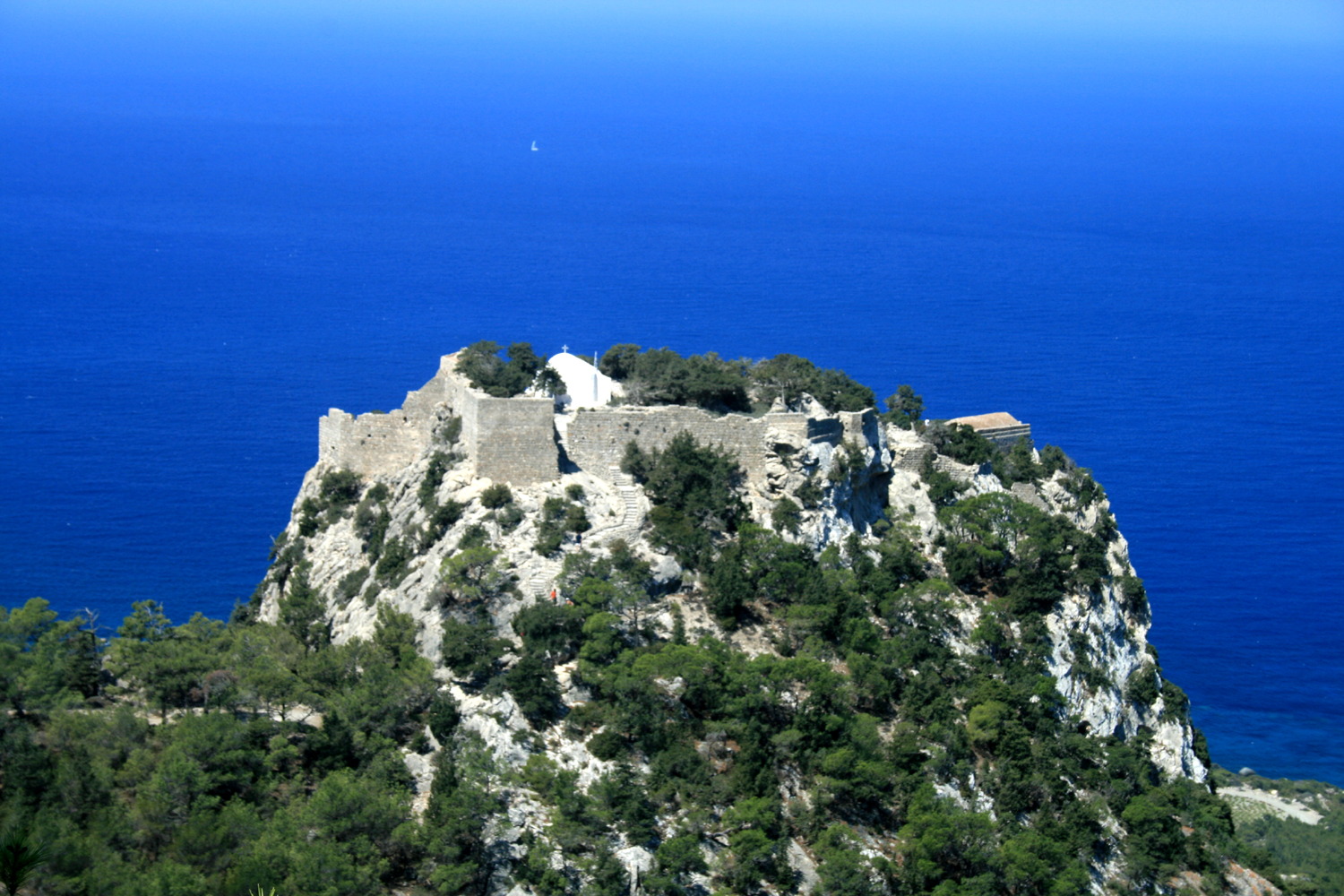
Monolitos w 2007 roku
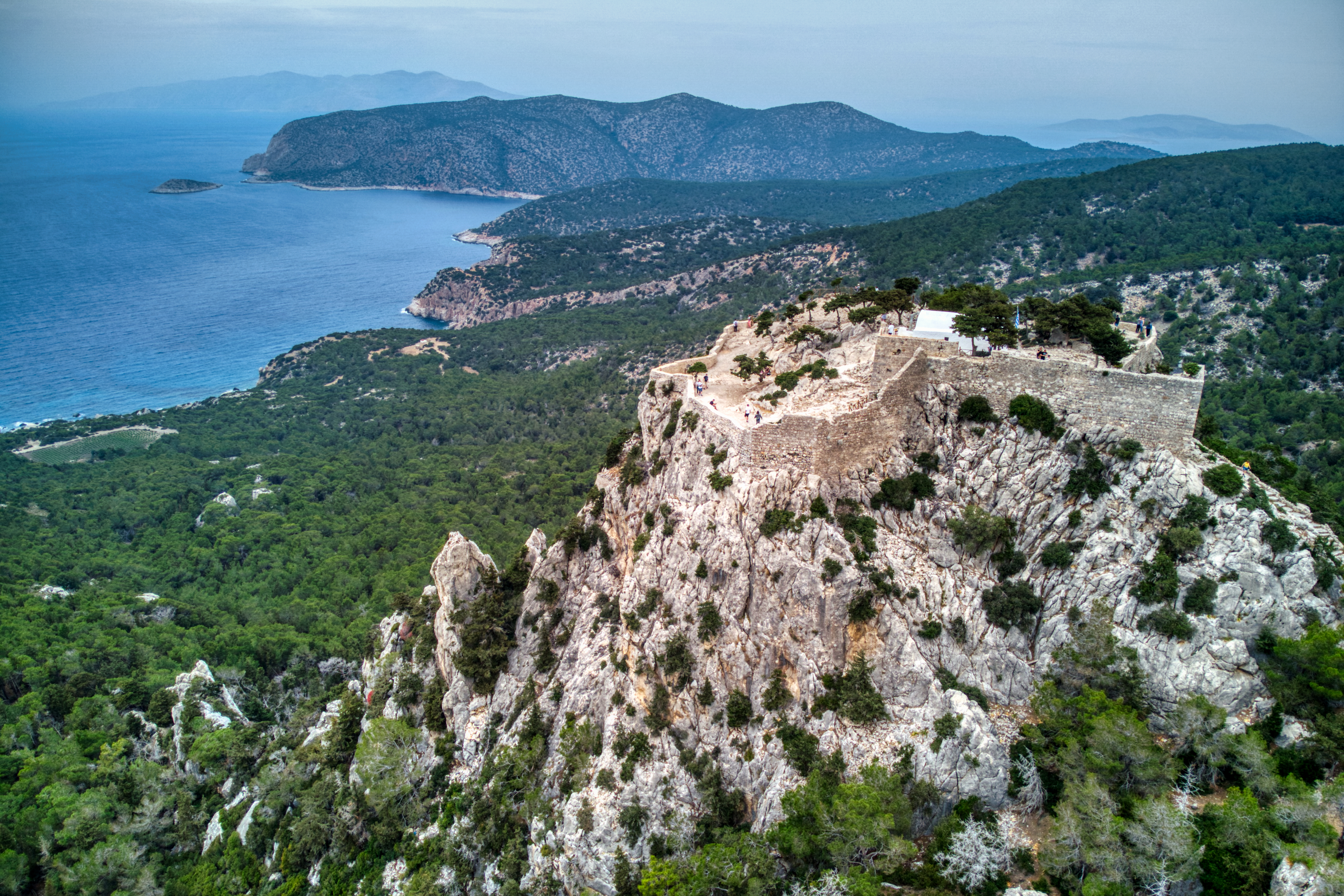
Monolitos w 2023 roku